# Baiae

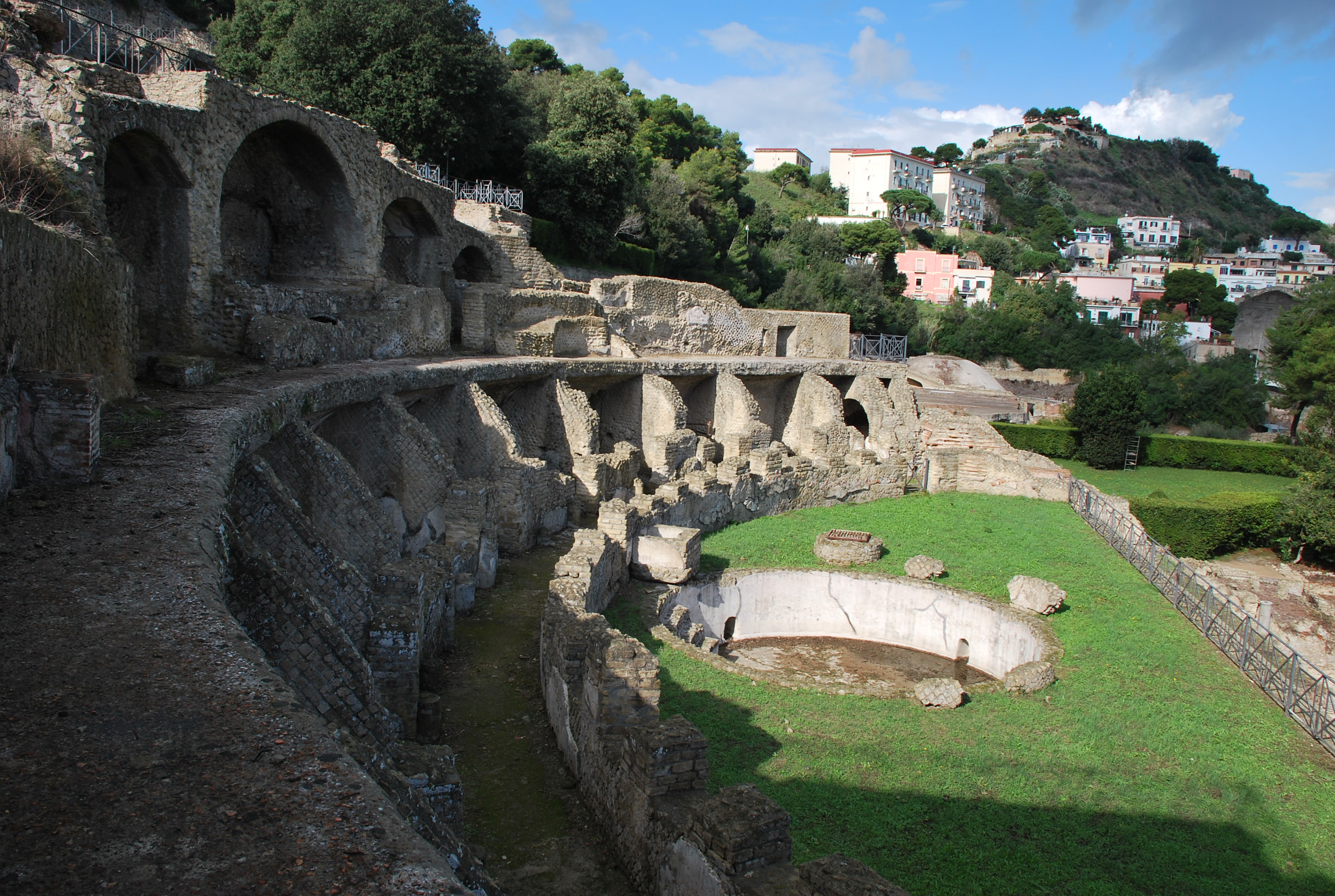
Ruiner från romersk teater i Baiae

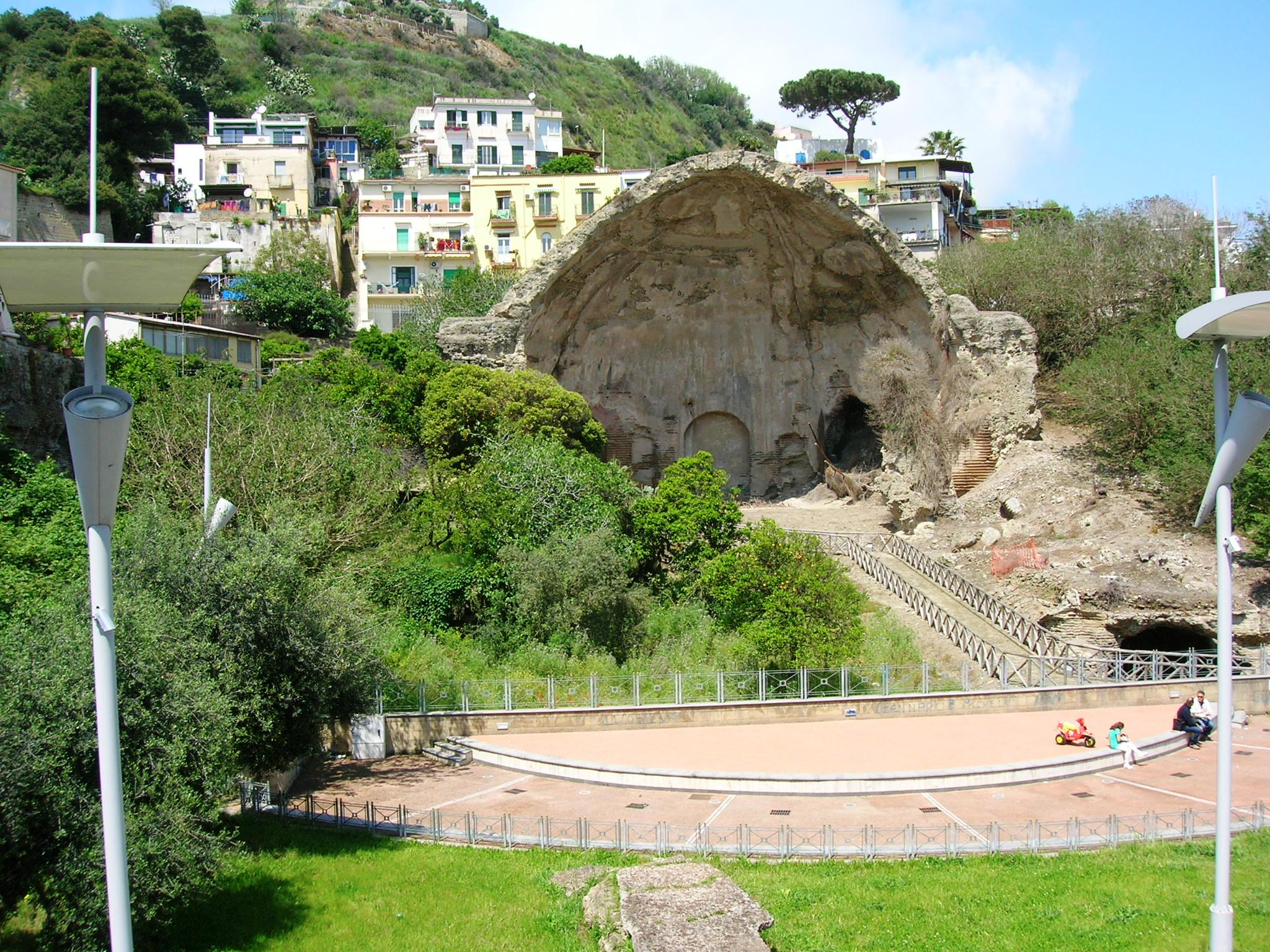
Dianas tempel

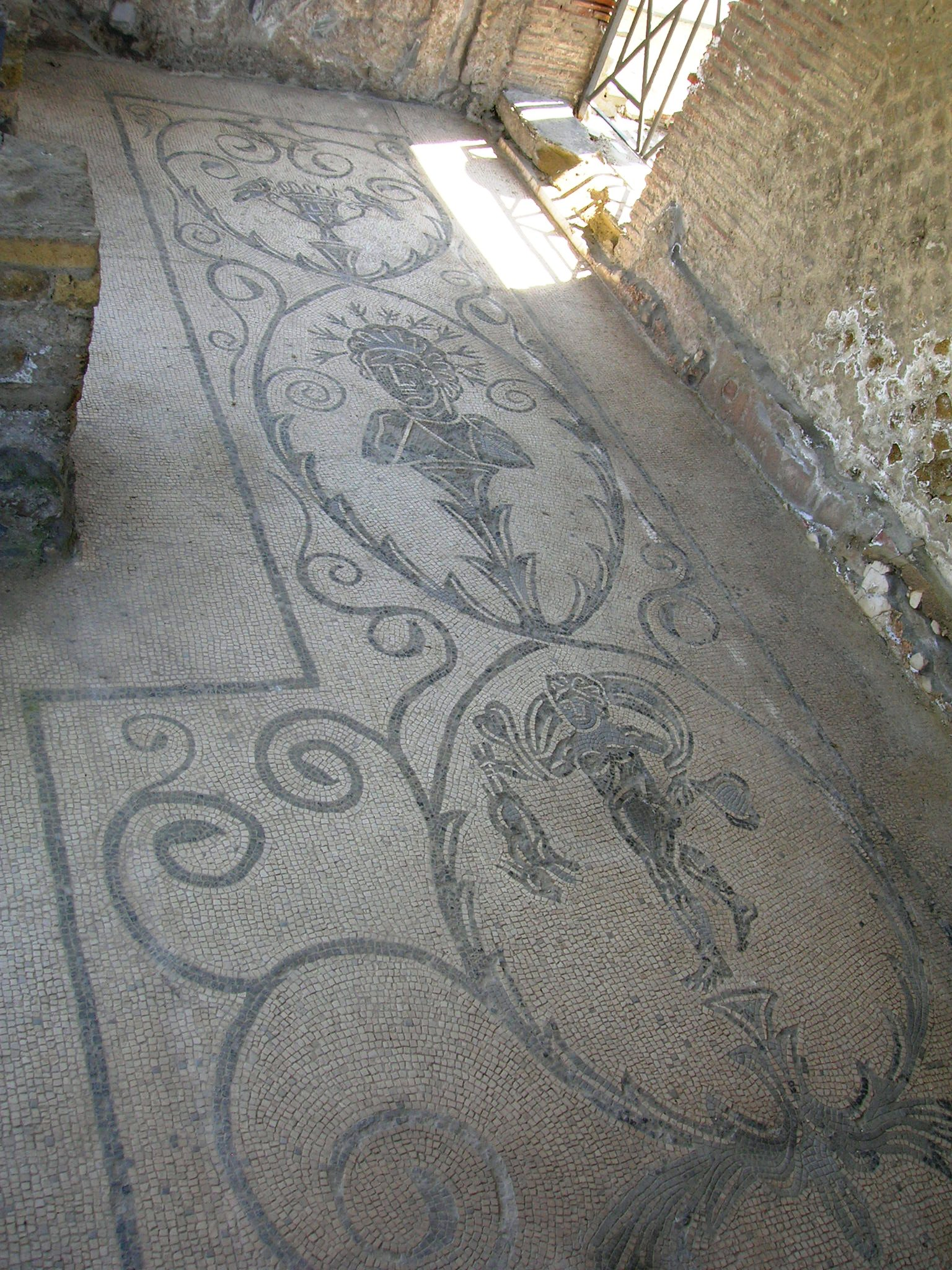
Mosaikgolv i Venusbadet

Baiae var en romersk semesterort i nutidens Bacoli vid Neapelbukten i Italien.
Enligt legenden är Baiae döpt efter Odysseus rorsman Baius. Staden började som en blygsam fiskeby ungefär 500 f.Kr., men växte till att bli den närliggande staden Cumaes (Kyme) hamn. Vid 170 f.Kr. omnämns staden som Aquae Cumanae.
Baiae var en fritidsort för antikens rika romare. Den ansågs vara mera exklusiv än Pompeji, Herculaneum och Capri. De rikaste romarna valde att bygga lyxiga semestervillor i staden. Staden var initialt mest känd för sina välgörande naturliga källor men kom att bli mer känd för hedonistiska fester för eliten. Det påstås att kejsare Caligula byggde en bro av lastfartyg mellan Baiae och Stabiae (d.v.s. över hela Neapelbukten) som han red över. Kejsare Nero hade ett palats här. Det var hit han bjöd sin mor Agrippina för att fira en festival till Minervas ära, med avsikt att mörda henne genom att sänka hennes skepp på återresan. Agrippina överlevde dock. Kejsare Hadrianus dog i sin villa i Baiae år 138 e.Kr.
I och med kristendomens dominans som statsreligion i det romerska riket blev staden mindre populär. Visigoter och Vandaler besökte staden under 400-talet e.Kr.. Staden förstördes delvis på 700-talet e.Kr. av muslimska räder från kalifatet som vid den tiden besatt nordafrika. Staden övergavs därefter gradvis på grund av återkommande malariaepidemier och var vid 1500-talet övergiven och blev mestadels liggande under vatten efter flera vulkaniska utbrott under renässansepoken.
De allmänna och de privata baden i Baiae fylldes på med hett svavelhaltigt vatten, som kom till bassängerna från underjordiska källor. Romerska ingenjörer konstruerade komplicerade system av bergrum som kanaliserade underjordisk värme till utrymmen som fungerade som bastuer. Förutom som trivselfunktion, tjänade baden som kurbad i romersk medicin för att behandla olika åkommor.